# Hanna Nowosad
Hanna Ihoriwna Nowosad, ukr. Ганна Ігорівна Новосад (ur. 28 lipca 1990 w Ładyżynie) – ukraińska polityk i urzędniczka państwowa, od 2019 do 2020 minister oświaty i nauki.

## Życiorys
W 2007 ukończyła szkołę średnią, a w 2011 uzyskała licencjat w zakresie politologii na Uniwersytecie Narodowym „Akademia Kijowsko-Mohylańska”. Magisterium ze studiów europejskich otrzymała w 2013 na Maastricht University. Była stypendystką Open Society Foundations, odbywała staże w think tankach w Hiszpanii i Czechach. W 2014 podjęła pracę w ukraińskim resorcie oświaty i nauki, pełniła m.in. funkcję doradczyni ministra Serhija Kwita. W 2017 powołana w tym ministerstwie na dyrektora generalnego dyrekcji planowania strategicznego i integracji europejskiej.
W wyborach parlamentarnych w 2019 z ramienia prezydenckiego ugrupowania Sługa Ludu uzyskała mandat posłanki do Rady Najwyższej IX kadencji. Złożyła go w sierpniu tegoż roku na pierwszym posiedzeniu nowego parlamentu w związku z objęciem stanowiska ministra oświaty i nauki w powołanym wówczas rządzie Ołeksija Honczaruka. Zakończyła urzędowanie wraz z całym gabinetem w marcu 2020.